# 孙继先 (解放军)
孙继先（1911年2月—1990年4月13日），男，山东曹县人，中国人民解放军中将。

## 生平
第一次国共内战时期，1935年5月24日，中国工农红军长征途中红一方面军红一团在安顺场强渡大渡河，孙继先时任该团一营营长，奉团长杨得志命令组织强渡突击队，挑选17人，加上本人共18人，成功强渡大渡河。

## 荣誉
1955年获二级八一勋章、一级独立自由勋章、一级解放勋章，1988年获一级红星功勋荣誉章。